# Trilophus
Trilophus is een geslacht van kevers uit de familie van de loopkevers (Carabidae). De wetenschappelijke naam van het geslacht is voor het eerst geldig gepubliceerd in 1927 door Andrewes.

## Soorten
Het geslacht Trilophus omvat de volgende soorten:
- Trilophus acuminatus Balkenohl, 1999
- Trilophus alternans Balkenohl, 1999
- Trilophus appulsus Balkenohl, 1999
- Trilophus arcuatus Balkenohl, 1999
- Trilophus baehri Balkenohl, 1999
- Trilophus birmanicus (Bates, 1892)
- Trilophus convexus Balkenohl, 1999
- Trilophus crinitus Balkenohl, 1999
- Trilophus ellipticus Balkenohl, 1999
- Trilophus elongatus Balkenohl, 1999
- Trilophus fuscus Balkenohl, 1999
- Trilophus hirsutus Balkenohl, 1999
- Trilophus hispidulus (Putzeys, 1866)
- Trilophus imitator Balkenohl, 1999
- Trilophus interpunctatus (Putzeys, 1866)
- Trilophus latiusculus Balkenohl, 1999
- Trilophus loebli Balkenohl, 1999
- Trilophus lompei Balkenohl, 1999
- Trilophus palpireductus Balkenohl, 1999
- Trilophus parallelus Balkenohl, 1999
- Trilophus schawalleri Balkenohl, 1999
- Trilophus schmidti (Putzeys, 1877)
- Trilophus serratulus Balkenohl, 1999
- Trilophus serratus Balkenohl, 1999
- Trilophus setosus Balkenohl, 1999
- Trilophus tonkinensis Balkenohl, 1999
- Trilophus variabilis Balkenohl, 1999
- Trilophus weberi Balkenohl, 1999